# Леше (Літія)
Леше (словен. Leše) — поселення в общині Літія, Осреднєсловенський регіон, Словенія. Висота над рівнем моря: 471 м.